# Liste d'expressions picardes
Ceci est une liste d'expressions et de dictons en langue picarde (chti inclus).
- Haut – A
- B
- C
- D
- E
- F
- G
- H
- I
- J
- K
- L
- M
- N
- O
- P
- Q
- R
- S
- T
- U
- V
- W
- X
- Y
- Z

## A
Achteure puche est noéïèe : « Maintenant la puce est noyée », maintenant il y a prescription

Acouteux pi mileux ch'est pire éq des voleux : « Écouteurs et épieurs sont pires que les voleurs »

Ainmer autant unne tarte qu'un flan : « Aimer autant une tarte qu'un flan », aimer de tout sans préférence particulière

À l'boéne flantchète : « À la bonne franquette »

À l'fète Sant-Leu, el lampe à ch' cleu : « À la fête Saint-Leu, la lampe au clou », référence à l'entrée en automne qui avait lieu quand les jours commençaient à raccourcir autour de la fête Saint-Leu (premier dimanche de septembre) qui nécessitait qu'on mît les lampes au clou, c'est-à-dire des torches.

Aller picher à l'mode éd Givinchy : « Aller pisser à la mode de Givenchy », quand une personne sort d'un café sans payer .

Aprés ch'tans-lo os n'in éro un eute : « Après ce temps, nous en aurons un autre », demain est un autre jour

Arriver conme Mangnificate à veupe : « Arriver comme le Magnificat aux vêpres », arriver au bon moment

Avoér unne boinne tapète : « Avoir une bonne tapette », être bavard

Avoér unne dgeule et dmi, quarante-chon dints : « Avoir une gueule et demie et quarante-cinq dents », expression imagée signifiant être un gros mangeur mais avec des variations

Avoér él' Diabe dins s'paillache : « Avoir le Diable dans sa paillasse », avoir le Diable au corps

Avoér éch mulot qu'i r'mue : « Avoir le, mulot qui remue », avoir des idées noires

Avoér pus grands zius qu'grand panche : « Avoir plus grands les yeux que la panse », avoir les yeux plus gros que le ventre

Avoér ravisè ch'solé avuc unne passoére : « Avoir regardé le soleil à travers une passoire », avoir des brins d'Judas, des taches de rousseur.

Avoér unne minne éd tchurè : « Avoir une mine de curé », avoir bonne mine, avoir l'air jovial

Avoér unne panche conme unne marnoése : « Avoir un ventre comme une marnoise (tonneau de 250 litres) », avoir la panse pleine ou un gros ventre.

## B
Bieu conme un aloéyeus : « Beau comme un journalier », très beau (les journaliers, ouvriers itinérants, étant un événement quand ils arrivaient dans un village, notamment pour les dames...).

Bieu conme un fiu d'fète : « beau comme un fils (garçon) de fête », beau comme un garçon bien habillé à l'occasion d'une fête

Boin fruit prouvient d'boinne esmance : « Bon fruit provient de bonne semence », équivalent de le fruit ne tombe jamais loin de l'arbre ou les chiens ne font pas des chats.

Bruler ch'jor : « Brûler le jour », être négligent, référence aux lampes que les négligents laissaient brûler le jour.

## C
Ch'est toudis ch' pus laid beudet qu'i passe és' tète au-d'sus dé ch'l héyure : « C'est toujours l'âne le plus laid qui passe la tête par-dessus la haie », il faut rester discret, celui qui se met en avant c'est souvent de la vantardise

## D
Des cots i n’inginde't é poin des kiens ! : « Des chats ne font pas des chiens ! », c'est bien le fils à son père !

## E
Ech franchoés, ch’est ch’parlache dé m’bouque, mais ch’picard, ch’est chti éd min tchœur. : « Le français, c'est la langue de ma bouche, mais le picard, c'est celle de mon cœur. »

## I

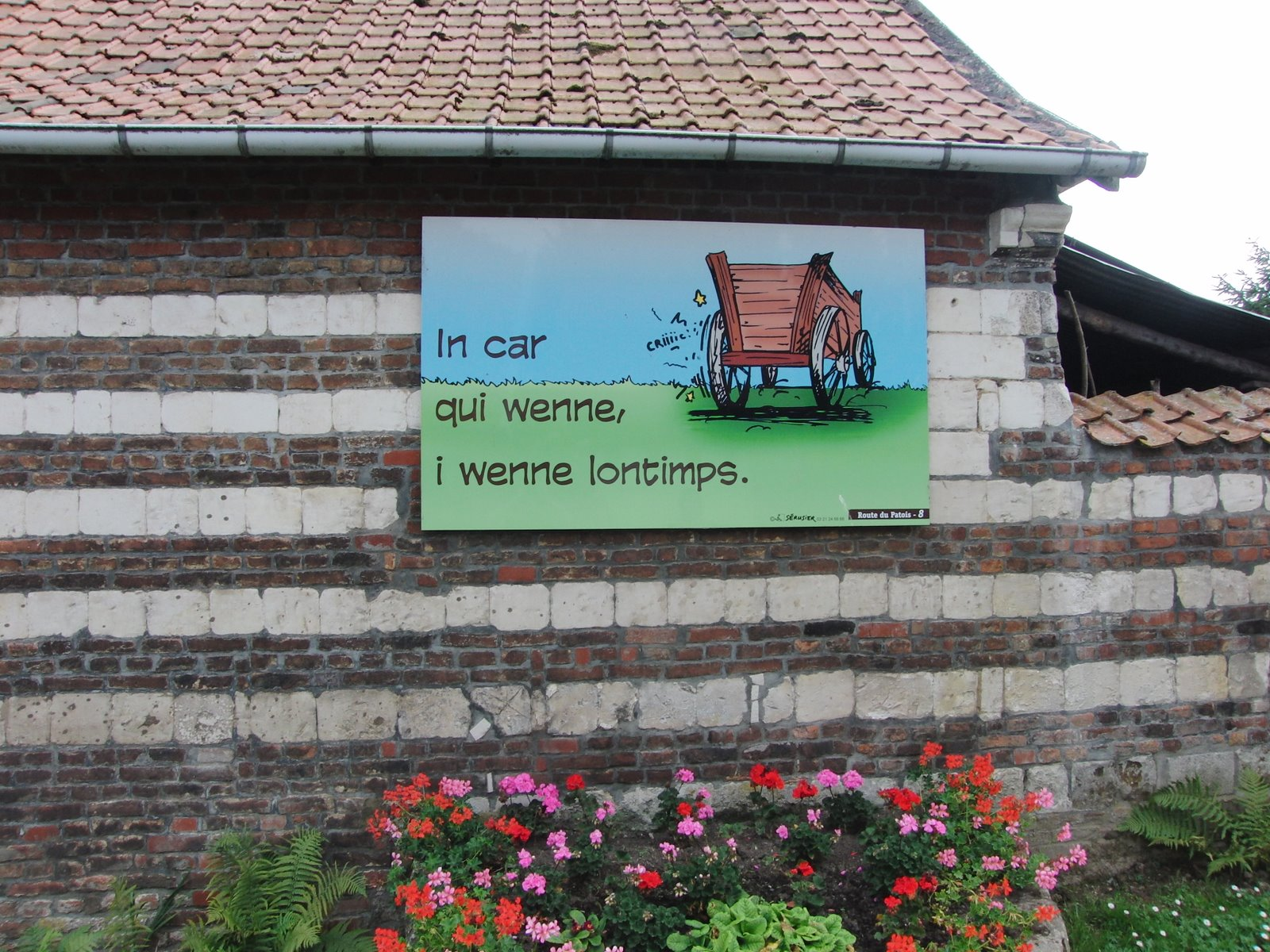
La route du Patois (2011)

I n’o point r'béyè s’boutinette au matin. : « Il s'est levé du pied gauche »

Il est conme eune mouque din eune taque d'ole. : « Il est comme une mouche dans l'huile » (c'est un paresseux qui ne sait rien faire)

Il est conme un princheux din du chirop. : « Il est comme un hanneton dans du sirop » (c'est un paresseux qui ne sait rien faire)

In car qui wingne, i wingne lontemps.

## N
Né t' mets point din min ju ! : « Ne te mets pas dans mon jeu » (Ne t'occupe pas de mes affaires !)

## V

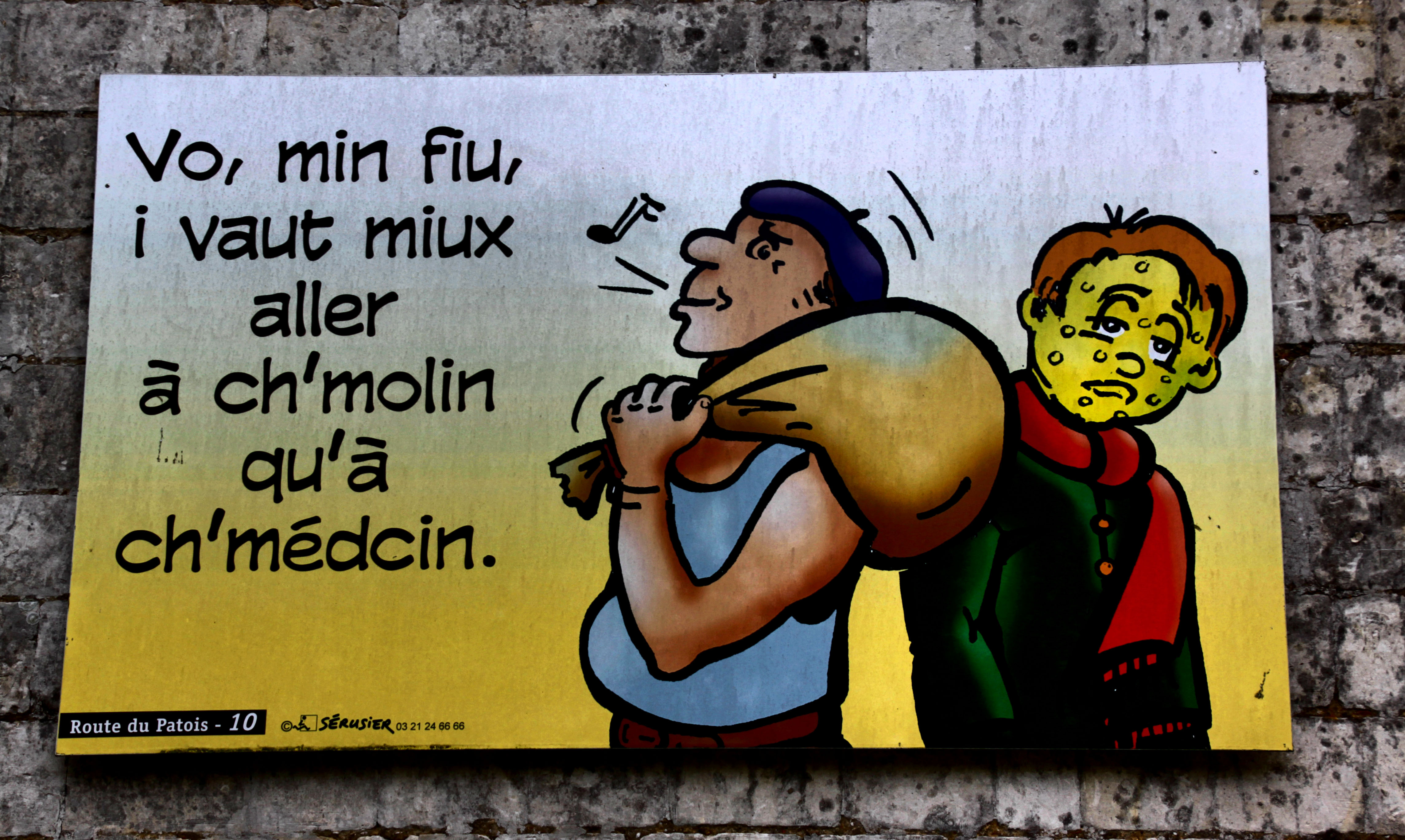
dicton

Eune Vaque qu'al brait a n'in perd eune dgeulie ! : « Vache qui pleure perd une gorgée ! », à table, pour se moquer de celui qui ne parle pas.

Vo min fiu, i vaut miux aller à ch'molin qu'à ch'médecin !